# تهته خیرو متمل
تهته خیرو متمل (به انگلیسی: Thatha Khairo Matmal) یک شهرک در پاکستان است.